# Energija ionizacije
U fizici i kemiji, energija ionizacije je najmanja količina energije potrebna da se ukloni elektron iz izoliranog atoma, iona ili molekule.
Kako se redom uklanjaju najslabije vezani elektroni, tako energije ionizacije nastalih iona rastu. Prva energija ionizacije je energija potrebna za reakciju
X(g) ⟶ X+(g) + e−
U većine elemenata ona je od pet do dvadesetpet elektronvolta.
Za uklanjanje sljedećeg elektrona i reakciju
X+(g) ⟶ X2+(g) + e−
potrebna je druga energija ionizacije. Ona je barem dvostruko veća od prve. Elektroni na najdubljim nivoima toliko su jako vezani za jezgru da su za njihovo uklanjanje potrebne energije ionizacije (višega reda) od nekoliko tisuća elektronvolta.
Energije ionizacije su precizno izmjerene za većinu elemenata i obično se objavljuju u kemijskim priručnicima. Mjere se za pojedinačne atome u elektronvoltima (gdje je 1 eV=1,602·10−19 Joule) ili za mnoštvo atoma, u kemiji, u kJ/mol.

## Prva energija ionizacije elemenata
Energije ionizacije kemijskih elemenata dobivaju se mjerenjem najmanje energije ultraljubičastih zraka ili najmanje energije brzih elektrona potrebnih za ionizaciju atoma u plinovitom stanju. Čim je dosegnuta energija potrebna za ionizaciju, plin postaje električki vodljiv pa u električnom polju između dviju elektroda pod naponom poteče struja.
Za vodikov atom koji ima jedan elektron vezan na jedan proton u jezgri, utvrđena je energija ionizacije Ei=2,18·10−18 J ili 13,6 eV.  Veličina energije ionizacije elementa ovisi o kombiniranom učinku električnog naboja jezgre, veličine atoma i elektronske konfiguracije atoma.
U periodnom sustavu elemenata energija raste duž jedne periode s porastom protonskog broja, pa najmanju energiju ionizacije imaju alkalni metali, a najveću plemeniti plinovi. Unutar skupine elemenata periodnog sustava energija ionizacije pada porastom protonskog broja. Također energija ionizacije naglo raste nakon gubitka prvog elektrona jer jezgra sada sadrži više pozitivnih protona nego što je negativnih elektrona u orbitalama, i zato što je zasjenjenje naboja jezgre preostalim elektronima sada slabije.
Energija ionizacije služi kao mjera sposobnosti atoma nekog elementa da ulazi u kemijske reakcije koje zahtijevaju nastanak iona ili donaciju elektrona. O energiji ionizacije ovisi također priroda kemijske veze u nekom spoju koji nastaje od kemijskih elemenata.